# Ха'пі
Ха'пі — газове родовище у єгипетському секторі Середземного моря. Належить до проєкту East Nile Delta, який реалізується компаніями BP та Eni й охоплює також родовища Таурт і Сет.

## Характеристика
Ха'пі відкрили у 1996 році внаслідок буріння у блоці Ras el-Barr (45 км на північ від міста Дум'ят) розвідувальної свердловини Ha'py-1, яка фінансувалась консорціумом у складі Amoco (наразі належить BP) та AGIP (викуплена Eni). Поклади розташовані в інтервалі від 1350 до 1750 метрів нижче морського дна. Вуглеводні виявлено у пісковиках турбідітового походження формації Кафр-ель-Шейх (пліоцен), товщина яких доходить до 100 метрів.
Розробка Ха'пі почалась у 2000 році за допомогою дистанційно керованої платформи, встановленої в районі з глибиною моря 78 метрів. Продукція подається по трубопроводу до газопереробного заводу Вест-Гарбор, спорудженого у 20 км на захід від Порт-Саїда. Надалі газ постачався як на місцевий ринок, так і для роботи заводу із виробництва ЗПГ SEGAS.
У 2016 році реалізували проєкт зі спорудження на родовищі двох нових видобувних свердловин, для буріння яких залучили самопідіймальну бурову установку "El Qaher II".
Первісно запаси родовища оцінили лише у 28 млрд м3, проте після перегляду характеристик резервуара вони зросли до 58 млрд м3, а результати розробки дозволяють сподіватись на суттєве підвищення і цього показника.